# Natty Dominique
Anatie "Natty" Dominique (Nueva Orleans, de Luisiana, 2 de agosto de 1896 - Chicago, de Illinois, 30 de agosto de 1982) fue un músico estadounidense, trompetista de jazz tradicional; tocaba también la corneta.

## Historial
Comenzó su carrera profesional con el apoyo de Manuel Pérez, tocando en diversas bandas callejeras de su ciudad natal, entre ellas la Imperial Brass Band, hasta que emigra a Chicago, en 1913. Formó parte, entre otras, de las bandas del violinista Carroll Dickerson (ca. 1895 - 1957), del clarinetista Jimmy Noone (1895 - 1944), de la de Louis Armstrong en 1927; y, desde 1928, de la de Johnny Dodds, con quien permanecerá hasta la muerte de este en 1940. Después de un largo periodo alejado de la escena, Natty Dominique regresó al frente de un grupo durante un tiempo, a comienzos de los años 50.
A pesar de haber desarrollado su carrera básicamente en Chicago y en Detroit, Dominique tocó siempre en un estilo muy primitivo, ajustado al estilo de Nueva Orleans, muy influido por King Oliver y Freddie Keppard, y se especializó en el blues y en la sordina.